# Eupen
Eupen (en alemán: Eupen, pronunciado /ˈɔʏpn̩/ⓘ) es una ciudad belga de aproximadamente 19.500 habitantes situada en el este del país en la provincia de Lieja, a 12 km de la frontera con Alemania. Es la capital de la Comunidad germanófona de Bélgica.

## Geografía

### Secciones del municipio
El municipio comprende los antiguos municipios, que se fusionaron en 1977:
| - Eupen - Kettenis |

### Pueblos y aldeas del municipio
Gemehret, Nispert, Rothfeld, Stockem, Ternell

## Demografía

### Evolución
Todos los datos históricos relativos al actual municipio, el siguiente gráfico refleja su evolución demográfica, incluyendo municipios después de efectuada la fusión el 1 de enero de 1977.

## Historia

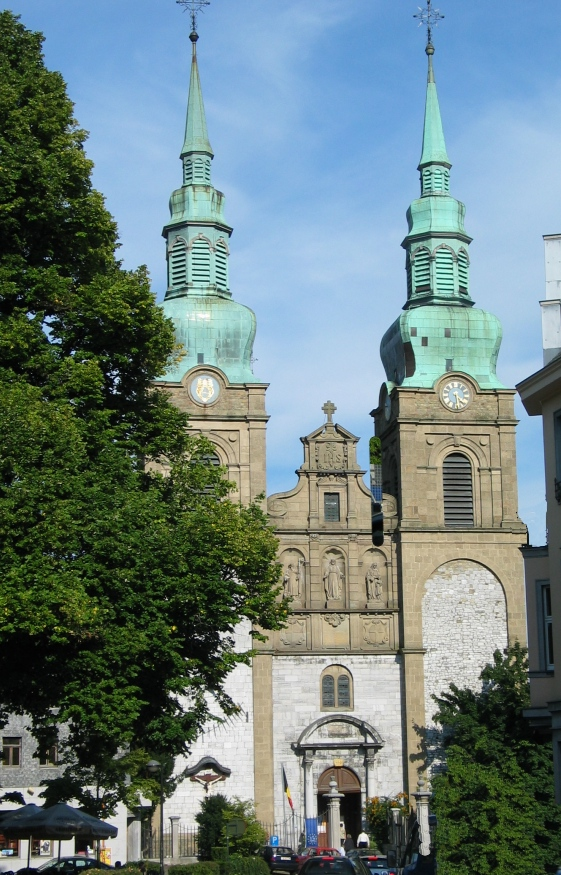
Iglesia de San Nicolás

Hasta 1794 Eupen perteneció al ducado de Limburgo que formaba una unión personal con el ducado de Brabante en los Países Bajos Borgoñones, de los Habsburgo y Españoles. Ocupada por las Provincias Unidas en 1707, pasaron a ser austríacos en 1714. 
Después de la ocupación francesa (1794-1814) y la batalla de Waterloo, los aliados dieron el territorio al reino de Prusia de 1815 a 1919 hasta que, tras la Primera Guerra Mundial, fue incorporada a Bélgica junto con Malmedy y Sankt-Vith a través del Tratado de Versalles. 
Tras un breve periodo de anexión a Alemania durante la Segunda Guerra Mundial (1940-1944), volvió definitivamente a Bélgica.

## Deportes
La ciudad es sede del equipo de fútbol K.A.S. Eupen